# Топчихинська сільська рада
Топчи́хинська сільська рада (рос. Топчихинский сельский совет) — сільське поселення у складі Топчихинського району Алтайського краю Росії.
Адміністративний центр та єдиний населений пункт — село Топчиха.

## Населення
Населення — 8972 особи (2019; 8815 в 2010, 9375 у 2002).

## Склад
До складу сільської ради входять:
| Населений пункт                       | Населення, осіб (2002) | Населення, осіб (2010) |
| ------------------------------------- | ---------------------- | ---------------------- |
| Топчиха, село                         | 9375                   | 8815                   |
| Желєзнодорожна казарма 297 км, селище | 0                      | -                      |
| Желєзнодорожна казарма 298 км, селище | 0                      | -                      |